# Thermithiobacillus
Genre
Espèces de rang inférieur
- Thermithiobacillus plumbiphilus
- Thermithiobacillus tepidarius

Thermithiobacillus est un genre de bactérie à Gram négatif de la famille Thermithiobacillaceae  de l'ordre Acidithiobacillales de l'embranchement des Pseudomonadota.

## Taxonomie

### Étymologie
L'étymologie de ce genre est la suivante : Therm.i.thi.o.ba.cil’lus. L. gen. fem. n. thermae, bains chauds; Gr. neut. n. theîon, soufré; L. masc. n. bacillus, un petit bacille; N.L. masc. n. Thermithiobacillus,.

### Historique
Le genre Thermithiobacillus a été créé en 2000 à partir du genre Thiobacillus lorsqu'il a été remarqué que les différentes espèces de ce genre pouvaient être classées dans les différentes classes Alphaproteobacteria, Betaproteobacteria et Gammaproteobacteria. Sur la base des caractéristiques physiologiques et des séquences d'ARN ribosomal 16S, une de ces espèces a été classée dans les Gammaproteobacteria en étant baptisée Thermithiobacillus dans la famille nouvellement créée Thermithiobacillaceae.
Le genre Thermithiobacillus, sa famille Thermithiobacillaceae et son ordre Acidithiobacillales ont été déplacés en 2013 de la classe Gammaproteobacteria vers la classe Acidithiobacillia créée à cette date parmi les Pseudomonadota,.

### Liste des espèces
Selon la LPSN (14 août 2022) et le Bergey's manual, on compte deux espèces dans ce genre:
- Thermithiobacillus plumbiphilus,  Watanabe et al., 2016
- Thermithiobacillus tepidarius, espèce type (Wood et Kelly, 1985) Kelly et Wood, 2000